# Pierre Bonte (journaliste)
Pour les articles homonymes, voir Pierre Bonte et Bonte.
Pierre Bonte, né le 15 septembre 1932 à Pérenchies (Nord), est un journaliste français, écrivain, animateur de radio et de télévision.

## Biographie

### Origines
Fils d'Émile Bonte (1899-1983), boulanger, puis employé de bureau, et d'Antoinette Six (1895-1986), Pierre Bonte est originaire du département du Nord où ses huit arrière-grands-parents sont nés.

### Parcours professionnel
Diplômé de l'École supérieure de journalisme de Lille, il fait ses débuts dans la presse écrite en 1954 à Ouest-France à Rennes, puis devient reporter pour Europe no 1 en 1956. C'est pour cette radio périphérique qu'il crée en 1959 une émission qui reste parmi les plus célèbres, Bonjour Monsieur le Maire, avec laquelle il présente en 15 ans plus de 4 000 communes françaises. Animant ensuite Vive la vie, Bonjour la France, Le bonheur est dans le pré, il est présent à la radio, tous les matins à 6 h 45, durant 24 ans.
À la télévision, sollicité par Jacques Martin, Pierre Bonte fait partie de l'équipe mythique du Petit Rapporteur sur TF1, en 1975-1976 (il est notamment le journaliste dans le fameux sketch sous la forme de reportage à Montcuq, avec le complice Daniel Prévost), puis, sur Antenne 2, de La Lorgnette en 1977-1978. De 1990 à 2000, il participe régulièrement à Envoyé Spécial sur France 2.
En 1978, il associe son nom au jeu de société Voyage en France chez Ravensburger. Son nom disparaît de la boîte lors de la seconde réédition du jeu en 1992.
Il est chevalier de l’ordre national du Mérite et officier du Mérite agricole.[réf. nécessaire]
Il a coprésidé pendant une douzaine d'années l’association amicale Saveurs de France-Saveurs d'Europe, dont il a été le porte-parole lors des remises de « Mariannes ». Longtemps membre du conseil d'administration de l’AAAAA, il en a démissionné pour raisons personnelles.
Parmi les livres que lui ont inspirés ses reportages figurent Bonjour Monsieur le Maire, Histoires de mon village et Bonjour la France.
Pierre Bonte a longtemps collectionné les effigies et représentations diverses de Marianne, notamment les bustes exposés dans les mairies. Une partie de sa collection, qui fit l'objet d'une exposition au palais du Luxembourg, a été acquise par le Sénat.
De 2011 à 2014, il a été chroniqueur pour l'émission Midi en France sur France 3.
Pendant l'été 2017, il présente avec Olivier Alleman Le Grand Direct des Régions les samedis et dimanches de 9 heures à 10 heures sur Europe1.

### Vie personnelle
Marié en 1960, Pierre Bonte a deux enfants, Éric et Emmanuelle.

## Résumé de carrière

### Publications
- 1965 - Bonjour Monsieur le Maire (Éditions de la Table Ronde).
- 1967 - Bonjour Monsieur le Maire N°2 (Éditions de la Table Ronde).
- 1968 - Bonjour Monsieur le Maire N°3 (Éditions de la Table Ronde).
- 1976 - Le bonheur est dans le pré (Éditions Stock).
- 1977 - Vive la vie (Éditions Stock).
- 1977 - Les Recettes de mon village (Éditions 1).
- 1997 - Histoires de mon village (Éditions 1).
- 1992 - avec Maurice Agulhon, Marianne, les visages de la république, coll. « Découvertes Gallimard / Histoire » (no 146), Éditions Gallimard.
- 2000 - Bonjour la France (Éditions CPE), tomes 1 et 2.
- 2004 - Le bonheur était dans le pré (Éditions Albin Michel).
- 2008 - C'était le bon temps, l'époque épique du Petit Rapporteur (Éditions Albin Michel).
- 2010 - La France que j’aime (Éditions Albin Michel).
- 2015 - Mes petites France (Éditions Fayard).
- 2017 - La belle France (Le Passeur).
- 2020 -  avec Céline Blampain, Ces villages qu'on assassine (Le Passeur).

### Préfaces
- Alain Coursier (préf. Pierre Bonte), Nord-Pas-de-Calais, Éditions Duculot, 1980, 192 p.
- Yvon Péan (préf. Pierre Bonte), Malices du Terroir, Éditions Siraudeau, 1991, 193 p.
- Matthieu Séguéla (préf. Pierre Bonte), Album de famille des Montpellierains, Éditions Horvath, 1994, 192 p. (ISBN 9782717108958)
- Jean-Michel Monnier (préf. Pierre Bonte), Les vins, mets et alcools des pays de la Loire : Portraits œnologiques, Siloë, 1995, 271 p. (ISBN 978-2908924879)
- Alain Schneider (préf. Pierre Bonte), Ça ne s'invente pas ! : la France insolite et hilarante en 300 photos, Albin Michel, 2003, 136 p. (ISBN 2-7028-9292-2)
- Marc Combier (préf. Pierre Bonte), Anciennes publicités murales, Édilarge, 2008, 144 p. (ISBN 9782737345043, présentation en ligne)
- Guillaume Doizy et Jacky Houdré (préf. Pierre Bonte), Marianne dans tous ses états, Éditions Coda, 2008, 144 p. (ISBN 9782862275673)
- Xavier Louy (préf. Pierre Bonte), La France s'écrit en capitales, Éditions du Rocher, 2011, 351 p. (ISBN 9782268071305)
- Emmanuel Legeard (préf. Pierre Bonte), Germigny-l’Exempt : Les Trois Deniers de Gaspard, Éditions L’Harmattan, 2022, 192 p. (ISBN 9782140278112, présentation en ligne)

### Télévision
- 1975-1976 - Le Petit Rapporteur[4]
- 1977-1978 - La Lorgnette
- 1976-1978 : Restez donc avec nous le samedi[5]
- Les Recettes de mon village (TF1)
- La soupière a des oreilles (FR3)
- C'est tout Bonte (TF1)
- Chercher la France (FR3)
- Goûtez-moi ça (FR3 Nord Pas-de-Calais)

## Distinctions
- Officier de l'ordre du Mérite agricole[réf. nécessaire]
- Chevalier de l'ordre national du Mérite[réf. nécessaire]
- 2022  Chevalier de la Légion d'honneur[6]